# Manifest gegen die Arbeit
Das Manifest gegen die Arbeit ist eine im Jahr 1999 von der Gruppe Krisis, darunter der Wertkritiker Robert Kurz, veröffentlichte Streitschrift, die sich kritisch mit der Gegenwart der Lohnarbeit und ihres sozialen und kulturellen Umfelds auseinandersetzt.

## Inhalt
Das Manifest gegen die Arbeit entstand im Zuge der Ideologie des New Labour, die sich Ende der 1990er Jahre in Europa ausbreitete und einen Wandel der Sozialdemokratie bezeichnete. Es bezieht sich bewusst auf das 1848 erschienene Kommunistische Manifest von Karl Marx und Friedrich Engels. So heißt es in den ersten Sätzen: Ein Leichnam beherrscht die Gesellschaft – der Leichnam der Arbeit. Alle Mächte rund um den Globus haben sich zur Verteidigung dieser Herrschaft verbündet: Der Papst und die Weltbank, Tony Blair und Jörg Haider, Gewerkschaften und Unternehmer, deutsche Ökologen und französische Sozialisten. Die Schrift endet mit dem Ausruf: Proletarier aller Länder, macht Schluß!.
Zugrunde liegt der Schrift die These, dass die Arbeitsgesellschaft ihr Ende gefunden hat, dieses Ende aber mit einer gesteigerten Radikalisierung der Lohnarbeit und der auf sie bezogenen gesellschaftlichen Erscheinungen einhergeht. Die Arbeit habe sich in den letzten Jahren als „irrationaler Selbstzweck“ erwiesen. Kritisiert wird sowohl ein herrschender Grundsatz, wonach Arbeitslosigkeit in persönlichen Schwächen wie fehlender Leistungsbereitschaft oder überzogenen Ansprüchen begründet liege, als auch eine personalisierte Kritik an Managern oder Politikern. Weltweit werde eine Gesellschaft nach der anderen „unter den Rädern des ökonomischen Totalitarismus zermalmt.“
Neben den Erscheinungen des Neoliberalismus wie Lohndumping und der Aussortierung von Menschen, die den Ansprüchen dieser Ideologie nicht genügen, wird auf der anderen Seite auch die sozialstaatlich fixierte anti-neoliberale Linke kritisiert, welche ebenfalls das Paradigma der Lohnarbeit als sinnstiftendes Element aufrechterhalte. Arbeit wird so als gesellschaftliches Phänomen beschrieben, dessen Logik das gesamte Leben durchdringt und bestimmt. Im Gegensatz zu traditionellen marxistischen Ansätzen greift die wertkritische Schrift die Abhängigkeit und nicht den Gegensatz von Kapital und Arbeit auf. Entsprechend kann auch die Arbeiterklasse nicht Subjekt emanzipatorischer Veränderung sein. Entsprechend wird auch die historische Rolle der Arbeiterbewegung auf einen Einsatz für Arbeit konzentriert.
Ziel der Autoren ist es, eine Gesellschaft zu ermöglichen, in der „Muße, notwendige Tätigkeit und freigewählte Aktivitäten […] in ein sinnvolles Verhältnis gebracht werden, das sich nach Bedürfnissen und Lebenszusammenhängen richtet.“

## Rezeption
Kritik kam aus marxistisch-leninistischer Richtung, die Kernaussagen des Manifests gegen die Arbeit seien Irrtümer und die vorgestellten Alternativen seien unklar und unrealistisch, so dass die Streitschrift nur zur Rechtfertigung für Aussteiger dienen könne. Thies Gleiss warf den Autoren vor, in die „ideologische Falle der herrschenden Klasse getappt“ zu sein und warf ihnen Idealismus vor.
Eine positive Rezeption erhielt die Schrift beispielsweise in Kreisen, die ein Bedingungsloses Grundeinkommen befürworten und sich ähnlich den Autoren mit der Zukunft der Lohnarbeit beschäftigen.
Christoph Henning sieht das Manifest als einen stilistisch brillanten und zugespitzten Essay, der in einigen Punkten durchaus in der Nachfolge Theodor W. Adornos stehe. Bei den Thesen handele es sich allerdings um Werturteile ohne wissenschaftlich-theoretischen Anspruch.